# Nauzet Alemán
Nauzet Alemán Viera (Las Palmas de Gran Canaria, 25 febbraio 1985) è un ex calciatore spagnolo, di ruolo centrocampista.
Nauzet debutta con la squadra della sua città, il Las Palmas nella stagione 2003-2004 della Segunda División spagnola, giocando 10 partite.
Successivamente diventa un uomo importante per la sua squadra, soprattutto quando nella stagione 2005-2006, in un match contro la Real Sociedad B segna un goal decisivo nei minuti finali di una partita valida per i play-off di promozione.
Nel luglio 2009, non rinnova il contratto con la sua squadra e firma per il Real Valladolid con cui firma un contratto triennale.